# Азербайджанці в Україні
Азербайджанці в Україні (азерб. Ukrayna azəriləri, azərbaycanlıları) — азербайджанська діаспора, яка проживає в Україні. За переписом 2001 року азербайджанців в Україні налічувалося 45,2 тис. осіб, основна частина яких проживала у містах. Згідно азербайджанських даних в Україні проживало близько 500 тисяч азербайджанців.

## Історія
У період, коли територія нинішньої України й Азербайджану входили до складу Російської Імперії, в університетах найбільших міст України — Києва, Одеси, Харкова, навчалася велика кількість азербайджанської молоді. Так, автор всесвітньо відомого бестселера «Алі та Ніно» Юсиф Везир Чеменземінлі в 1910 році поступив на юридичний факультет Імператорського Університету Святого Володимира міста Києва. За весь час навчання в Університеті він ні на мить не переривав зв'язку з Азербайджаном. За ці роки Юсиф Візир не раз друкувався в газетах і журналах, що видаються на Батьківщині. Саме в цей період побачили світ такі його праці, як «Фактичне становище азербайджанської мусульманки», «Мати і материнство», «Азербайджанська автономія», «Хто ми і чого хочемо?», «Наша зовнішня політика», «Проблеми нашої нації і культури» і т. д.
У 1915 році через Першу світову війну царський уряд переселив Київський університет у Саратов. Закінчивши Університет, Юсиф Везир влаштовується на роботу суддею в Саратовську судову палату. Через нетривалий час він повертається до Києва. Там, вступивши в організацію «Земство», він їде на фронт. Під час лютневої революції Юсиф Везир знаходився в Галичині. Події тих часів він описав у своїх романах «Студенти» та «У 1917 році».
У 1917 році Юсиф Везир повертається з Галичини до Києва. Тут, зібравши навколо себе азербайджанських студентів, він створює азербайджанську громаду, головою якого був обраний. Після встановлення незалежної Української Народної Республіки Юсиф Везир Чеменземінлі був призначений дипломатичним представником молодої Азербайджанської Демократичної Республіки в цій країні. Одночасно він був диппредставником Азербайджанської Демократичної Республіки в Криму і Польщі. Він і його сподвижники організовують вечори, друкують в газетах і журналах статті про історію, літературу, культуру і економіку Азербайджану з метою інформування української громадськості про Азербайджан та азербайджанський народ.
У 1918 році через громадянську війну обривається зв'язок з Азербайджаном. Юсиф Везир їде до Сімферополя, де він змушений був залишитися на кілька місяців. Тут він влаштовується на роботу радником у Міністерстві Юстиції. У кримській газеті «Міллі» друкується його стаття «Азербайджан і азербайджанці» і в 1919 році виходить його книга «Литовські татари».
Під час встановлення радянської влади міграція азербайджанців на Україні і українців в Азербайджан мала взаємний характер і судячи за переписами населення особливо посилюється після Другої Світової Війни. Багато азербайджанців брали участь у визволенні України від фашистських загарбників. Неподалік від Керчі є братська могила, в якій поховані тисячі азербайджанців. На Сапун горі, поблизу Севастополя, поставлений пам'ятник безстрашним синам Азербайджану, загиблим в боях при визволенні міста-героя. Також існували азербайджанські сотні у складі бойових частин ОУН. Зокрема існував азербайджанський загін УПА.
Після розпаду Радянського союзу і внаслідок окупації Вірменією Нагірного Карабаху, а також вигнання близько мільйона азербайджанців з Вірменії, зони нагірно-карабахського конфлікту і прилеглих окупованих територій еміграція азербайджанців в Україну стала більш інтенсивною. Деяка частина азербайджанців отримала в Україні статус біженців.
Нині в 15 областях України діють національно-культурні товариства азербайджанців, у 8 областях — недільні школи з вивчення азербайджанської мови і літератури. З 1998 року в Києві виходить часопис «Голос Азербайджану» (азербайджанською та українською мовами).
Також в Україні створена «Об'єднана діаспора азербайджанців України».
Згідно азербайджанських даних в Україні проживає понад 500 тисяч азербайджанців.

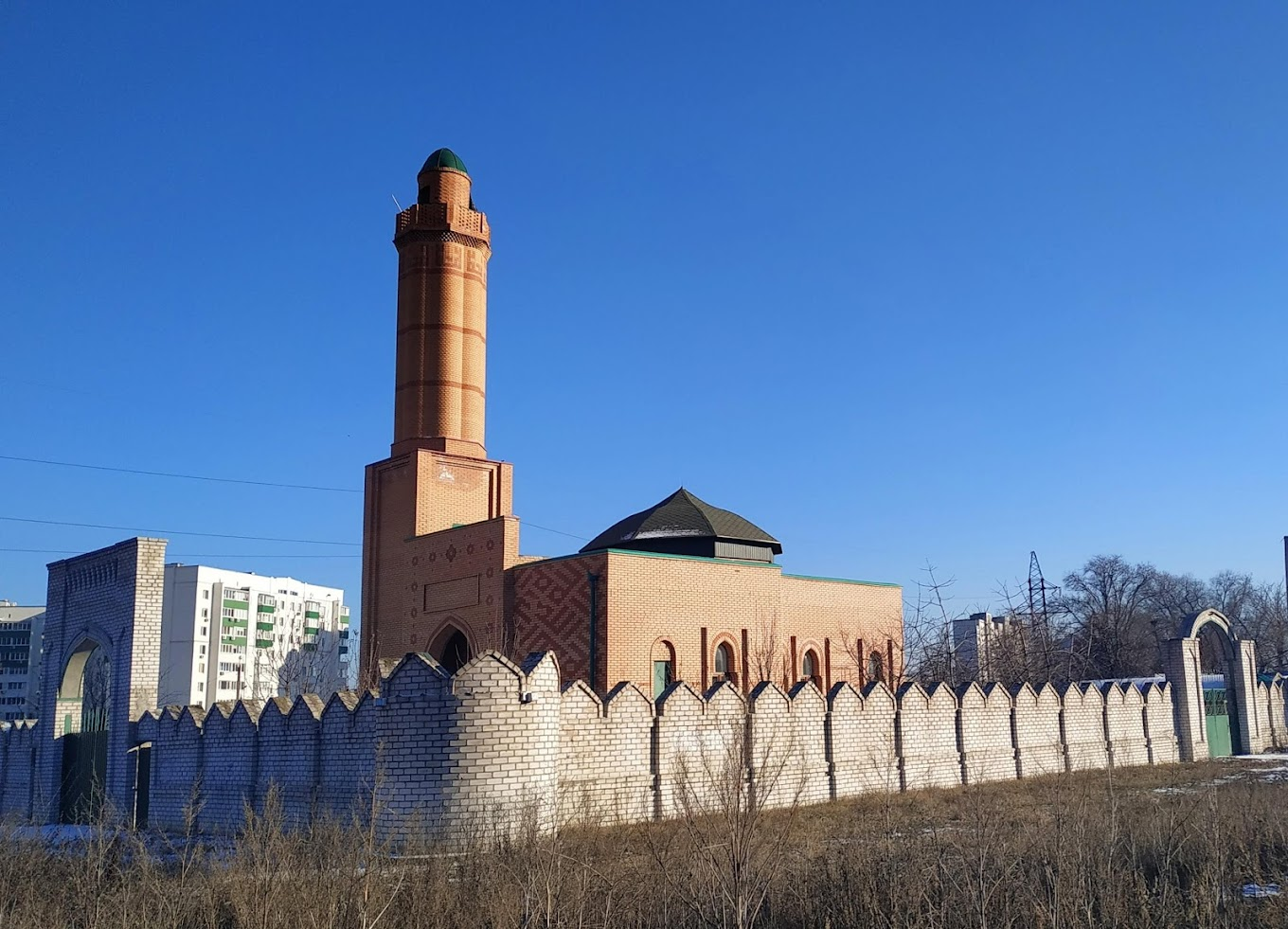
Мечеть Імама Алі у місті Харків

## Релігія
Віруючі азербайджанці в Україні здебільшого є мусульманами-шиїтами.
У Харкові дійсно діє Мечеть «Імам Алі». Ця мечеть є важливою для азербайджанської громади міста, оскільки Імам Алі є однією з центральних фігур у шиїтському ісламі. Вона слугує місцем для молитов, проведення релігійних обрядів та зборів громади.
У місті Вінниця діє організація міської релігійної громади мусульман "Ахлі-Бейт" Алейхімус-Салам".Назва "Ахлі-Бейт" (Люди Дому Пророка) також прямо вказує на її шиїтську орієнтацію та приналежність до традицій, шанованих азербайджанцями.

## Відомі азербайджанці України
- Григорій Гусейнов - письменник, краєзнавець, журналіст. Лауреат Шевченківської премії. Був ініціатором створення Товариства азербайджанської культури в Кривому Розі.
- Фергад Туранли - доктор історичних наук, професор Національного університету "Києво-Могилянська академія".
- Катіб Мамедов — український скульптор, педагог, доцент, заслужений художник України.
- Мамед Багіров — провідний хірург-пульмонолог, професор, заслужений діяч науки України.
- Ельвіра Гасанова — українська дизайнерка, модельєрка та власниця бренду GASANOVA та Damirli.
- Гурбаналі Аббасов — співак, народний артист України.
- Сейфаддін Гурбанов — український скульптор, народний художник України.
- Гюндуз Мамедов — український правознавець. Прокурор Автономної Республіки Крим (з 22.08.2016), старший радник юстиції, кандидат юридичних наук.
- Відаді Ісрафілов — боєць батальйону оперативного призначення НГУ імені Сергія Кульчицького.
- Мурад Насіров — командир артилерійської батареї, який з 2014 року воює за Україну.[7]
- Парвіз Насібов — український борець греко-римського стилю. Призер Олімпійських ігор 2020 та Олімпійських ігор 2024 років, представляє місто Запоріжжя
- Роман Насіров — український політичний діяч, народний депутат України VIII скликання. Глава Державної фіскальної служби України з 2015 року.
- Олег Бабаєв — народний депутат України, президент футбольного клубу «Ворскла», почесний президент футбольного клубу «Кремінь». Міський голова Кременчука.
- Октай Ефендієв — український бізнесмен, меценат, громадський діяч. Президент ФК «Нива» (Бузова). Почесний голова Об'єднаної діаспори азербайджанців України.
- Хікмет Джавадов — голова громадської організації «Об'єднана діаспора азербайджанців України».
- Брати Насірови (Аміл та Раміл) — засновники культового українського музичного колективу "Курган і Agregat".
- Салман Салманов — відомий український перкусіоніст, учасник легендарних колективів «Вій», "Рутенія" та Мандри.

#### Загиблі українські азербайджанці, що були учасниками російсько-української війни
- Абудулкарім Гуламов — український військовослужбовець Збройних сил України, учасник АТО у складі Сил спецоперацій ЗСУ.
- Алі Наіб Алхаслі — український боєць змішаних єдиноборств ММА, загиблий учасник російсько-української війни з Харкова.[8]
- Ількін Гаджієв — український військовик, загиблий учасник російсько-української війни з Вінниці.[9]
- Нахід Ібішов — український військовик, загиблий учасник російсько-української війни з Дніпропетровської області.
- Рафаіл Агаєв — український військовик і підприємець, старший матрос Збройних сил України, псевдо «Раф».

## Галерея

Пам'ятник Гейдару Алієву у місті Київ
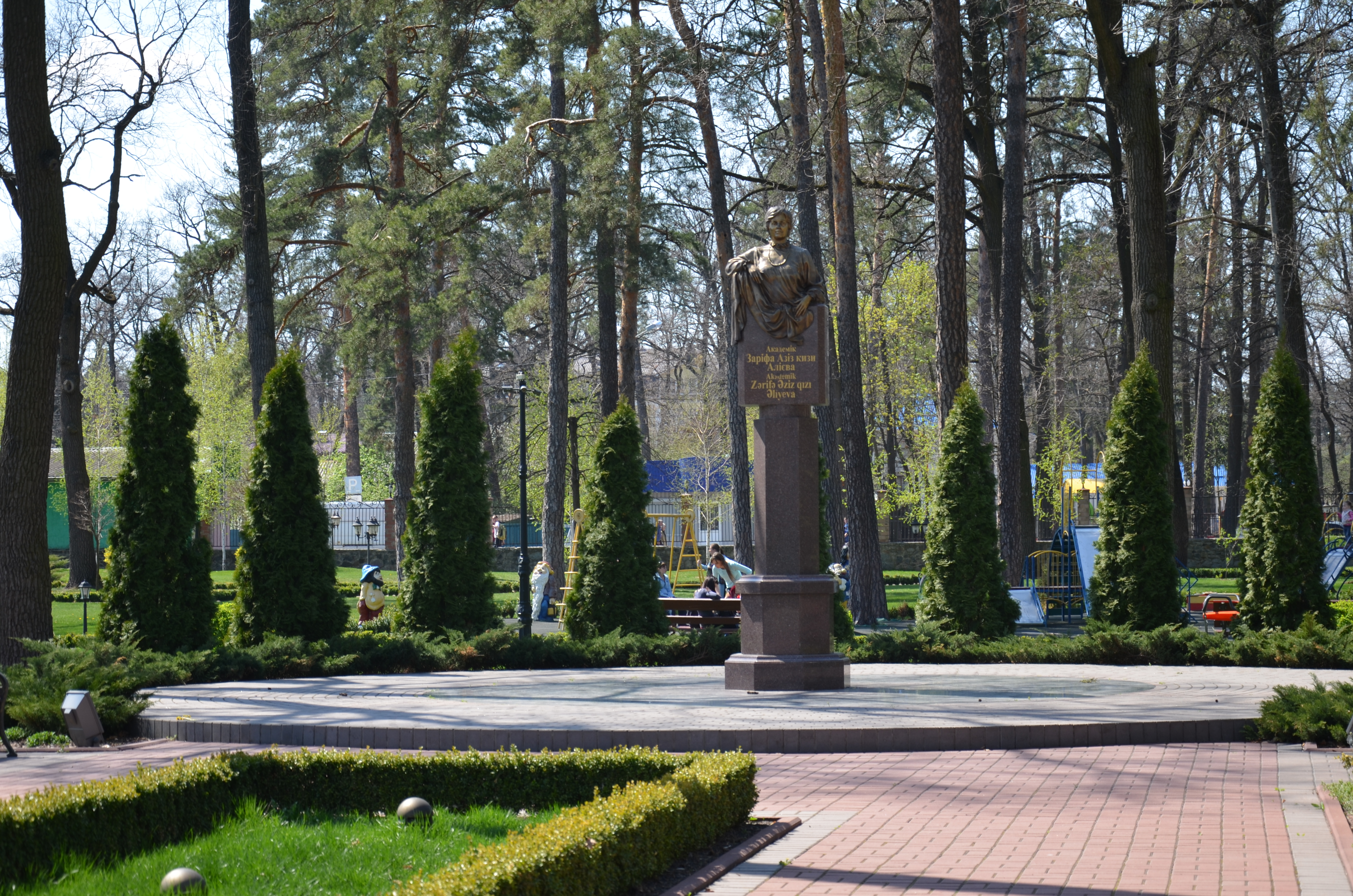
Пам'ятник Заріфі Азіз кизи Алієвій у місті Ірпінь

## Розселення
| Рік  | Чисельність |
| ---- | ----------- |
| 1939 | 4 626       |
| 1959 | 6 680       |
| 1970 | 10 769      |
| 1979 | 17 235      |
| 1989 | 36 961      |
| 2001 | 45 176      |